# 天藍軸孔珊瑚
天藍軸孔珊瑚（学名：Acropora azurea）为軸孔珊瑚科軸孔珊瑚屬下的一个种。